# Wert und Ehre deutscher Sprache

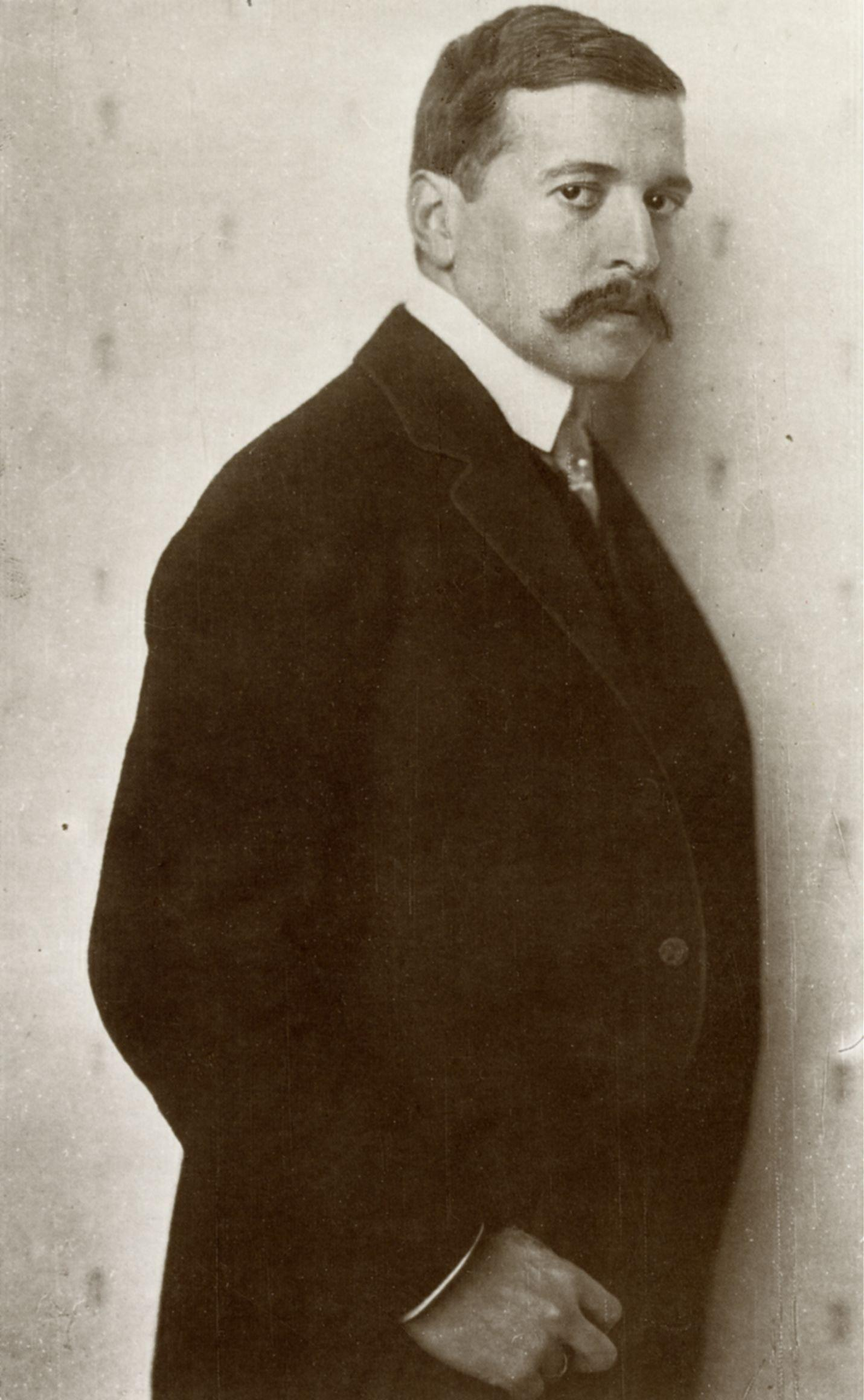
Hugo von Hofmannsthal 1910 auf einer Fotografie von Nicola Perscheid.

Wert und Ehre deutscher Sprache ist ein Aufsatz Hugo von Hofmannsthals, der am 26. Dezember 1927 in den Münchner Neuesten Nachrichten erschien. Die erste Buchausgabe erfolgte im selben Jahr als Vorrede des von Hofmannsthal herausgegebenen Bandes „Wert und Ehre deutscher Sprache, in Zeugnissen“ im bibliophilen Verlag der Bremer Presse.
Mit seiner Klage über die Zerrissenheit der deutschen Nation und ihrer Sprache gehört das Werk ins Umfeld seiner großen Schrifttumsrede.

## Inhalt
Hofmannsthal unterscheidet die deutsche Sprache zunächst in den hohen Bereich der Dichtung und den der ausdrucksstarken Volksdialekte. Es falle auf, dass es an einer „mittleren Sprache“ der Geselligkeit fehle, über welche die anderen Nationen verfügten. In ihr zeige sich das „Gesicht einer Nation“, auch wenn sie nicht mehr gegenwärtig sei. So erkenne man etwa die Miene der Römer durch die verschiedenen, abgeleiteten Sprachen der mittleren Ebene. Viel Misstrauen und Unruhe der Deutschen rühre daher, dass sie für die anderen wenig Verständnis hätten.
Die „mittleren Sprachen“ dienten der überindividuellen Verständigung, da in ihnen „das einzelne Wort nicht zu wuchtig noch zu grell hervortritt“. Hier geht es nicht um den Sprechenden und seine persönlichen Tiefen und Abgründe, sondern um die Verflochtenheit der Gemeinschaft: „In seinem Sprechen repräsentiert sich der Einzelne, in der ganzen Sprache repräsentiert sich die Gesamtheit.“
Die gegenwärtige Verkehrssprache bestehe aus einem Gemisch von Individualsprachen, in der die einzelnen Worte ein Eigenleben führten, das allenfalls das Individuum gelegentlich bändigen könne. So sei es nur möglich, individuell oder „schon schlecht“ zu schreiben.
Statt einer angemessenen „geselligen Sprache“ haben die Deutschen nach Hofmannsthal eine Gebrauchssprache hervorgebracht, die von unterschiedlichen Dialekten belebt würde. Diese Sprache habe viele Laster: Sie schwanke zwischen den Extremen; zu viele „philosophische ausgebildete Begriffe“ seien in ihr vorhanden, die überprüft werden müssten, um nicht der „Verwahrlosung anheim(zu)fallen“, pedantisch, affektiert oder eigenbrötlerisch zu wirken. Die Sprache sei „voller zerriebener Eitelkeiten, falscher Titanismen, voller Schwächen, die sich für Stärken ausgeben möchten.“
Selbst wenn man einen Großteil des deutschen Schrifttums lese – das Wesen der Nation werde man so nicht finden. Dieses offenbare sich einzig in der Dichtung und den Dialekten, die in einem Wechselbezug stünden. Während der „Naturlaut“ in den Dialekten „schattenhaft auf hohe Sprachgeburten“ deute, blicke das Naturhafte in den großen Manifestationen der Dichtung unmittelbar hindurch. Nur in beiden finde man die Nation, die in der gesellschaftlichen Wirklichkeit indes zerrissen sei.

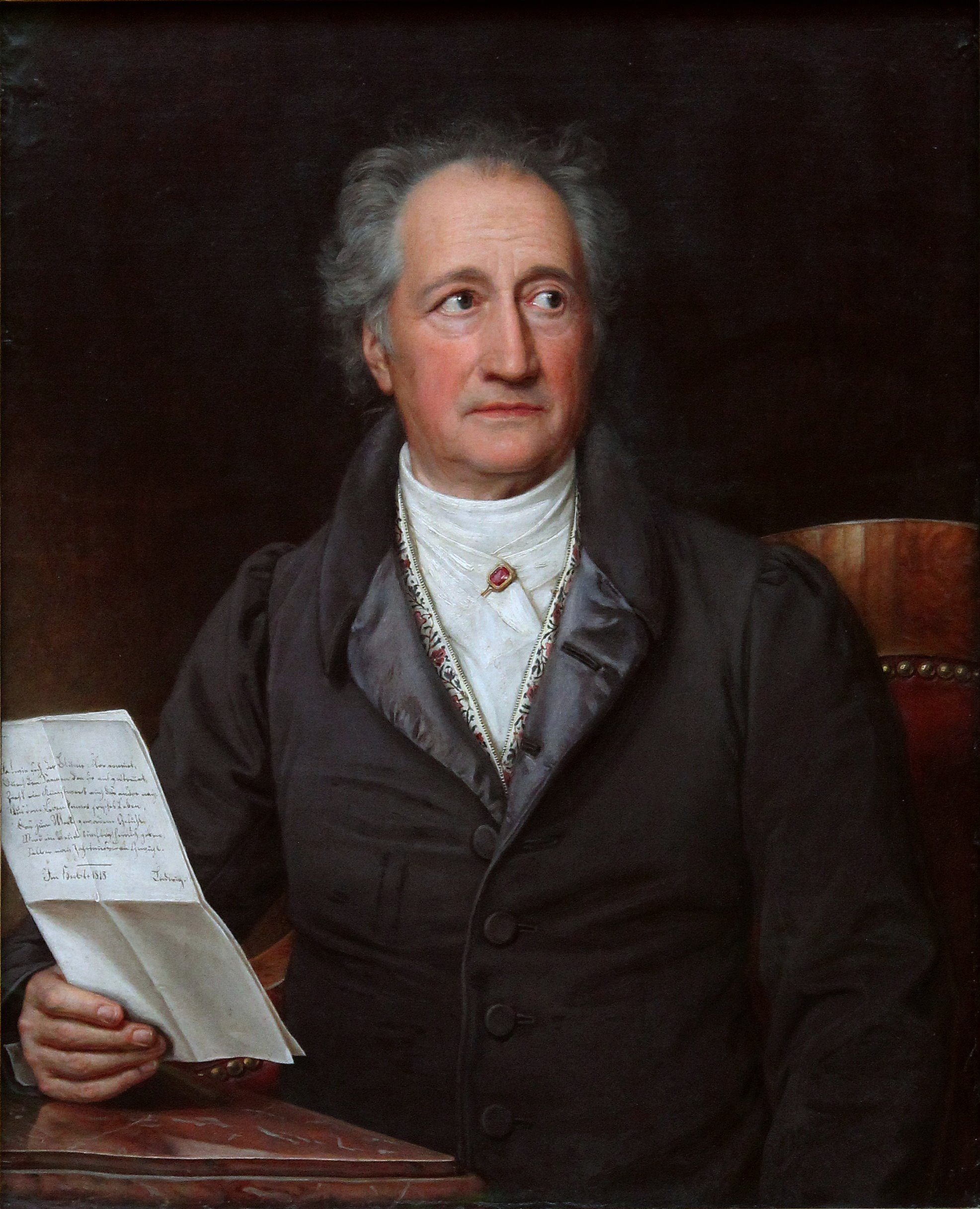
Johann Wolfgang von Goethe; Ölgemälde von Joseph Karl Stieler

Die Kunstwerke deutscher Poesie stiegen auf in „sehr erhabene Regionen.“ In dieser Höhe – etwa in Johann Wolfgang von Goethes schönster Lyrik, in Hölderlins letzten Elegien und Hymnen – werde sie kaum von anderen Nationen erreicht. Selbst Milton bleibe dahinter zurück. Hier werde das „Griechische“ der „deutschen Sprache wirksam, jenes Äußerste an freier Schönheit.“
Das dem Volkslied Verwandte verbinde sich „mit der höchsten Kühnheit, Erhabenheit und Wucht des Ausdrucks“, und wer verstehend in diese Sphären aufsteigen könne, „weiß, wie die deutsche Sprache ihre Schwingen führt.“ Auch in der Prosa erreiche der Künstler bisweilen den Gipfel. Das Ende von Goethes Wanderjahren etwa sei in dieser Prosa geschrieben, und auch bei Novalis und in einigen späten Briefen Hölderlins leuchte das Zauberische letzter Meisterschaft bisweilen auf.
Die Gewalt der Worte übersteige alles, was ohne solche Beispiele geahnt werden könne und wirke als „geisterhaftes Wunder“, wie bei Rembrandt die Farbe und in Beethovens späten Werken der Ton.
Die Wirklichkeit der Sprache hingegen sei beklagenswert. Nur die „höchsten Dichter“ gingen mit ihr angemessen um; es sei schon fraglich, ob die zeitgenössischen Schriftsteller dies vermögen. Die Sprachverwahrlosung zeige sich in der Zeitung, der öffentlichen Rede und Gesetzessprache. Es fehle die Aufmerksamkeit und das Gefühl für das „Richtige und Mögliche“, es sei ein ewiges „Kind mit dem Bad ausgießen.“
Die fatale Sprachwirklichkeit künde vom unruhigen und gefesselten Zustand Deutschlands. Eine harte Zeit sei über die Nation und ganz Europa gekommen, aber kein Volk sei so verletzbar wie das deutsche, habe so „viele Fugen in seiner Rüstung, durch die das Gefährliche eindringt und sich bis ans Herz heranbohren kann.“ Durch die Nation gingen viele Teilungen: Deutschland sei schon durch die Religion geteilt, durch die Nachwirkungen der Französischen Revolution, die alle Verbindungen jäh trennte und durch das „Individual-Geistige, Verantwortungslose“ ersetzte, sei durch die Trennung von Geistes- und Naturwissenschaften gekennzeichnet – wie auch die Sprache, die eigentlich alles vereinen sollte. Nun rissen neue, „mit religiösen Eifer in die Massen geworfene“ Glaubensbegriffe die Gesellschaft auseinander. Wie aber in einem Sturm die „überschäumenden Querwellen die Wellen noch durchkreuzen“, jage jetzt ein neuer Begriff über das Denken hin, „zerstäubend was sich ihm entgegenstellt“, der Begriff „von der alleinigen Gültigkeit der Gegenwart.“ Hofmannsthal charakterisiert ihn als „Götzenbild“, ein Zustand „sinnlicher Gebundenheit“. Wer die geistige Tradition verleugne und sich nur dem Sinnlichen hingebe, banne die Chimäre des Augenblicks, während das verantwortungsvolle, gemeinschaftsbezogene höhere Denken die Tradition nicht leugne: „Die Gemeinschaft des Gegenwärtigen mit dem Vergangenen, im Fortleben der Toten in uns, dem einzig wir danken, daß die wechselnden Zeiten wahrhaft inhaltvoll sind und nicht als ewiger Gleichklang sinnlos wiederholter Takte erscheinen.“
Nur mit einer wahren Gegenwart habe die Sprache zu tun, einer Gegenwart, in der die Vergangenheit aufgehoben, das Dahingegangene vergegenwärtigt sei und der Augenblick nicht zähle. Mit diesem Werkzeug habe der Dichter aus dem Schein zur Wirklichkeit zu gelangen. Der Mensch, indem er spricht, bekenne sich „als das Wesen, das nicht zu vergessen vermag. Die Sprache ist ein großes Totenreich, unauslotbar tief; darum empfangen wir aus ihr das höchste Leben.“

## Hintergrund
Nach dem einflussreichen, die konservative Wirksamkeit Hofmannsthals einleitenden Sammelband „Deutsche Erzähler“ von 1912 und dem „Deutschen Lesebuch“ von 1922 wählte Hofmannsthal erneut eine Reihe von Prosatexten aus, die ihm bedeutsam erschienen. In dieser Anthologie stellte er Werke von zwölf deutschen Autoren der vergangenen drei Jahrhunderte vor, unter ihnen Gottfried Wilhelm Leibniz und Christoph Martin Wieland, Johann Gottfried Herder und Goethe, Jean Paul, Adam Müller und Jacob Grimm. Zwar hätten auch Friedrich Schiller, Johann Georg Hamann und Arthur Schopenhauer „tiefe Gedanken über das Geheimnis der Sprache“ formuliert; nach reiflichem Nachdenken schienen ihm indes die gewählten zwölf als die „wahren Gewährsmänner über den hohen Gegenstand.“

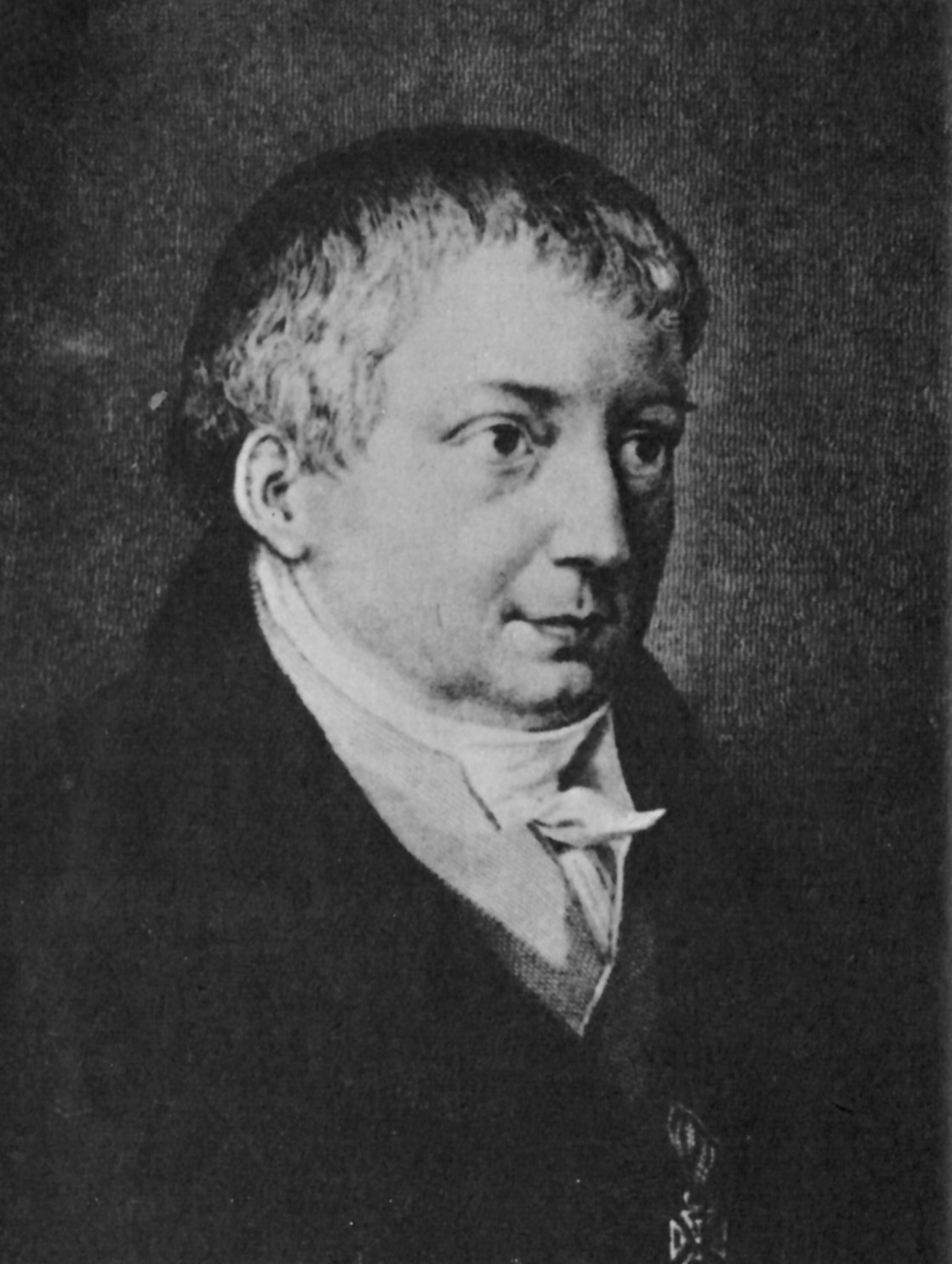
Friedrich Schlegel (1829)

Der in den Sammlungen zum Ausdruck kommende Wunsch nach einer schöpferischen Restauration war für Hofmannsthal sittlicher Auftrag und keine esoterisch-ästhetische, gar romantische Flucht vor der Wirklichkeit, selbst wenn er in der Einleitung zu den Deutschen Erzählern auf die Ähnlichkeit seiner Absichten mit denen der Romantiker hindeutete und in der gegenwärtigen Beklommenheit an das Dunkel der Zeit Napoleons erinnerte. Auch die Romantiker wollten, wie Joseph Görres 1831 schrieb, die „erstarrte Gegenwart … erwärmen und … beleben“ und zudem auf die Gegenwart wirken, indem sie die Werke der Vergangenheit wiederbelebten. Die Ausgaben des Wunderhorns, der deutschen Märchen, Sagen und Volksbücher sowie die Beschäftigung mit der mittelhochdeutschen Dichtung dienten diesem Anliegen.
Hatte Friedrich Schlegel den hohen Rang der Sprache betont und sie als „das innigste und natürlichste Verbindungsmittel“ bezeichnet, das die Nation zusammenhalte, war sie auch für Hofmannsthal ihr wesentliches Verknüpfungsglied. Nach dem Verfall anderer Zusammenhänge betrachtete er es als seine Aufgabe, die Sprache als geistige Verbindung, den eigentlichen geistigen Leib der Nation, sichtbar zu machen und zu bewahren.
Der Orientalist Hans Heinrich Schaeder lobte die Auswahl Hofmannsthals. In ihr würden die Stufen der Selbstbewusstwerdung des deutschen Sprachgeistes auf herrliche Weise sinnfällig.

## Weblink
- Wert und Ehre deutscher Sprache